# Altroconsumo
Altroconsumo è un'organizzazione di consumatori che dichiara circa 314.000 soci al 2023. Nata nel 1973 con il nome di Comitato Difesa Consumatori, si pone come obiettivo l'informazione e la tutela dei consumatori. L'associazione è membro BEUC(Ufficio Europeo delle Associazioni dei Consumatori) e di CI (Consumers International), nonché partner di Euroconsumers e ICRT.

## Organizzazione
L'organizzazione ha sede a Milano e si articola in diverse entità giuridiche, tra cui:
- l'Associazione Altroconsumo, associazione senza fini di lucro orientata all’informazione, la difesa e la rappresentanza dei consumatori[4]
- la Fondazione Altroconsumo, supporta le attività degli altri rami promuovendo ricerche, pubblicazioni e iniziative tra cui il festival dei consumatori FestivalFuturo[11] e si occupa di promuovere iniziative, ricerche e servizi per i consumatori
- Altroconsumo Edizioni srl, che pubblica riviste, libri e gestisce siti, è controllata da Altroconsumo Holdings srl[12]
- Altroconsumo Connect, società di intermediazione assicurativa costituita nel 2016 dalla Fondazione Altroconsumo e oggi controllata da Altroconsumo Holdings srl[13]

## Storia
L'associazione ha origine nel 1973, quando nacquero contemporaneamente l'associazione, inizialmente denominata Comitato Difesa Consumatori, e la rivista Altroconsumo. Negli anni successivi l'associazione svilupperà le relazioni con partner internazionali e l'attività che maggiormente la caratterizzò ovvero le prove di comparazione prodotto, sin dal 1983, nonché in seguito le attività di class action e lo sviluppo dell'attività editoriale.
Tra i passaggi principali:
- 1978, Altroconsumo è tra i membri fondatori di BEUC (Bureau Européen des Unions des Consommateurs)[16]
- 1989, l'associazione avvia la collaborazione con associazioni indipendenti di consumatori di alcuni paesi europei: Test-Achats (Belgio), Organización de Consumidores y Usuarios (Spagna), DECO (Portogallo), CLCV (Francia)[17]
- 1990, l'associazione diventa membro dell'ICRT (International Consumers Research & Testing), organizzazione internazionale per l'esecuzione di test comparativi[8] e successivamente anche di Consumers International[6]
- Anni '90, fondazione della rivista Soldi&Diritti, Soldi Sette, in seguito Altroconsumo Finanza e Test Salute, nonché nascita del sito internet, avviato nel 2000
- 2002, sull'iscrizione al Consiglio Nazionale dei Consumatori e degli Utenti (CNCU), poi annullata e convertita nel 2008 in iscrizione all'Elenco delle Associazioni dei Consumatori e degli Utenti del Ministero dello Sviluppo Economico[18][19]
- 2005, il Comune di Milano conferisce ad Altroconsumo un attestato di civica benemerenza in occasione della premiazione dell'ambrogino d'oro.[20]
- 2006, Rosanna Massarenti[21], come direttrice della rivista, riceve il premio giornalistico Premiolino come riconoscimento all'indipendenza delle testate giornalistiche periodiche
- 2007, nasce Hi test, rivista di tecnologia dell'associazione, poi rinominata Innova nel 2018[22]
- 2010, Altroconsumo lancia una class action contro la Rai contro la sospensione dei programmi di approfondimento politico in periodo elettorale e la messa in onda di programmi a pagamento sul satellite[23]
- 2013, nascita della Fondazione Altroconsumo
- 2016, Altroconsumo avvia a Milano #iocondivido,[24] il primo festival italiano di sharing economy, nuovo modello economico che si basa sulla condivisione e sullo scambio dei beni tra le persone
- 2020, nel mese di gennaio Altroconsumo Inchieste risulta il mensile più diffuso in Italia[25]

### Controversia sull'iscrizione al Consiglio Nazionale dei Consumatori e degli Utenti
Il 28 novembre 2002, il Ministero delle attività produttive incluse Altroconsumo nell'elenco delle associazioni dei consumatori facenti parte al Consiglio nazionale dei consumatori e degli utenti (CNCU), ma l'associazione dei consumatori Codacons, appoggiata da Adusbef e Federconsumatori, presentò ricorso al TAR del Lazio.
Successivamente, il 20 febbraio 2006, il Consiglio di Stato accolse il ricorso del Codacons e Altroconsumo venne rimossa dalle associazioni riconosciute dalla legge n. 281/98 e facenti parte del CNCU.
Infine, il 31 luglio 2008, con decreto del Ministero dello Sviluppo economico, Altroconsumo rientrò ufficialmente nel CNCU e venne reinserita nella lista delle associazioni nazionali dei consumatori e degli utenti rappresentative a livello nazionale, secondo art. 137 del Codice del Consumo, nonostante le proteste del Codacons, annullando così la precedente sospensione del 2006.

## Pubblicazioni
Il ramo AltroconsumoEdizioni detiene diverse testate periodiche, tra cui:
- Altroconsumo Inchieste, periodico mensile, dal 1973 (precedentemente chiamato Altroconsumo), dedicato ai risultati delle prove comparative su prodotti di largo consumo, indagini statistiche di confronto prodotto e servizi, indagini sui prezzi e sui consumi.
- InTasca, allegato bimestrale, dal 1991 (ex Soldi&Diritti) dedicato a temi giuridici, economici e finanziari per orientarsi nel campo del fisco, delle assicurazioni e delle banche, di cui vengono analizzatre proposte e condizioni.
- InSalute, allegato bimestrale, dal 1995 (ex TestSalute e ancora prima Salutest) sui temi della prevenzione dalle malattie, dell'alimentazione, dell'ambiente, dei farmaci e della ricerca scientifica, con prove comparative su prodotti alimentari, farmaci, prodotti dietetici e per l'infanzia.
- Investi, periodico settimanale, dal 1992 (ex Altroconsumo Finanza fino al 2021, prima Fondi Comuni e prima ancora Soldi Sette), per dare informazioni su risparmi e investimenti, orientandosi nel mondo della finanza.
- InNova, periodico bimestrale, dal 2007 (ex Hi Test), dedicato al settore informatico, al mondo digitale e al web, con test sui prodotti hi teck e inchieste sull'universo tecnologico.
- InPratica, guide monotematiche.

## Attività di lobby

### Le class action
Ricorsi, diffide, segnalazioni e petizioni, sono alcuni degli strumenti attraverso i quali Altroconsumo porta le istanze dei consumatori all'attenzione delle aziende che si sono rese protagoniste di comportamenti giudicati scorretti e delle autorità competenti.
Dal 2010 Altroconsumo ha cominciato a usare lo strumento delle Class Action, azioni risarcitorie collettive, come quella contro la banca Intesa Sanpaolo per le commissioni illecite applicate ai conti correnti in rosso, quella contro Trenord per i ritardi dei treni dei pendolari lombardi, quella contro la Rai per la sospensione arbitraria delle trasmissioni di informazione pubblica, quella contro Volkswagen per i consumi auto bugiardi  prima che scoppiasse lo scandalo Dieselgate, quella contro Società autostrade per inefficienza del servizio e ingiustificato e scorretto aumento dei pedaggi.

### I progetti
Insieme a enti e istituzioni, Altroconsumo sostiene diversi progetti finalizzati all'informazione, al risparmio (energetico e no) e, in particolar modo, alla salvaguardia del pianeta, come Meno plastica in Comune in cinque Comuni della provincia di Milano, con il supporto della Regione Lombardia.
Grazie ai fondi europei, Altroconsumo ha realizzato vari progetti, tra cui Clean per aumentare la consapevolezza sull'impatto ambientale dei detergenti, e Harp, per favorire la sostituzione dei sistemi di riscaldamento inquinanti a vantaggio dell'efficienza energetica.
Con il sostegno della Comunità europea e/o in collaborazione con il BEUC, Altroconsumo ha sviluppato una serie di progetti per la sostenibilità e l'ambiente, tra cui Decarbonising Heating For Consumers, lo studio sulle forme di riscaldamento più sostenibili.

## Il festival di Altroconsumo

### Le passate edizioni
2013
Nel 2013, dal 7 al 9 giugno, Altroconsumo organizza il suo primo Festival nella città di Ferrara, al quale partecipano 15.000 persone. Tra dibattiti, laboratori e spettacoli test svolti sul posto insieme con il pubblico, degustazioni e accesso gratuito ai servizi online solitamente riservati ai soci, è la prima volta che l'associazione presenta direttamente al pubblico il proprio modo di lavorare e i temi sui quali si combattono le battaglie più importanti. Dallo spreco alimentare alle class action, dalla gestione dei rifiuti domestici ai prezzi dei supermercati.
2014
L'anno successivo, tra il 16 e il 18 maggio 2014 la seconda edizione del Festival ha per tema l'inganno e punta ad aiutare i partecipanti a identificare una pubblicità ingannevole, a muoversi nel web senza brutte sorprese, a scoprire bugie e ciarlatani della salute. Tra gli eventi organizzati: laboratori sulle etichette, domande e risposte sul fisco, presentazione dei gruppi d'acquisto e delle consulenze personalizzate. E poi mostre e spettacoli, tra cui quello di apertura di Elio e le storie tese. Si registrano un totale di 25.000 presenze.
2015
Per la terza edizione il Festival, che si è svolta a Ferrara tra il 22 e il 24 maggio, Altroconsumo lancia lo slogan Dire fare cambiare, per “creare assieme una nuova generazione di consumatori”. Come sempre ad animare la tre giorni, sono laboratori, incontri ed eventi: dall'alimentazione, alla salute, a come si risparmia, a come scegliere il prodotto giusto. L'intrattenimento è garantito, tra gli altri, dal duo comico Ale&Franz.
2016
Il 24 e 25 settembre 2016 a Milano Altroconsumo ha organizzato #iocondivido, il primo festival della Sharing Economy, spostando la manifestazione da Ferrara al Castello Sforzesco. Per questa edizione speciale la domanda intorno alla quale sono ruotate tavole rotonde, incontri e dibattiti è stata come la Sharing economy può cambiare la vita delle persone. La posizione di Altroconsumo è quella di rivendicare “il diritto dei consumatori a beneficiare appieno dell'innovazione tecnologica in un mercato più moderno che riconosca nella domanda attiva abilitata dalla tecnologia un'opportunità in termini di sviluppo e non più un rischio per le consolidate posizioni di rendita”.
Si è parlato di smart city, di come si può creare una cultura dell'autoimprenditorialità e una diffusione delle conoscenze attraverso la sharing economy, e anche di come allargare le possibilità di una nuova cultura ricreativa e un nuovo uso del tempo libero. “Dibattiti, discussioni, workshop, testimonianze di aziende e contatto diretto tra consumatori e attori del fenomeno sono stati il cuore del programma coronato un premio dedicato alle start up del settore”.
2017
Il 4 e il 5 novembre il Festival viene organizzato di nuovo a Milano. Gli incontri, le tavole rotonde e i dibattiti, ai quali partecipano 78 relatori, si focalizzano sul tema  "La rivoluzione delle cose". Si discute, in particolare, sull'evoluzione degli oggetti che vengono utilizzati tutti i giorni grazie all'impiego sempre più massiccio della tecnologia e alla rivoluzione digitale, di Big data e di cybersecurity.
2018
Dal 28 al 30 settembre, il FestivalFuturo 2018 sceglie come tema "Ri-Generazioni, l'era dell'economia circolare". Al centro della VI edizione, le soluzioni possibili per ripensare i cicli di offerta, produzione e utilizzo dei beni con lo scopo di incentivare un'economia virtuosa che induca ad adottare stili di vita più sostenibili, anche grazie a un uso intelligente delle innovazioni tecnologiche.
2019
La VII edizione del Festival, "Strabene, scelte e tecnologie per vivere in salute", ruota intorno all'impatto delle innovazioni tecnologiche sul mondo della salute e su quello che la influenza di più, ovvero l'alimentazione, lo sport, la prevenzione, il benessere. Si parla delle ultime app per monitorare la salute, di superfood, di nuove terapie mediche. Il festival è ospitato dal 28 al 29 settembre al Superstudio Più di Milano.
2020
Con la pandemia l'VIII edizione del Festival si svolge totalmente in streaming. Il tema è "Re-AZIONI", il tempo delle nuove scelte", dedicato all'ideazione e alla costruzione di un futuro più sostenibile e autentico, a partire dalle proprie abitudini personali e dal modo di vivere nella società. L'emergenza sanitaria, infatti, può essere vissuta come un'opportunità per incentivare l'economia circolare, le energie rinnovabili e la finanza sostenibile.
2021
Il FestivalFuturo 2021, ancora completamente online, si intitola "InterAZIONI", ovvero le relazioni e i rapporti per superare insieme le criticità emerse con la pandemia e rispondere alle sfide in modo collettivo. Patrocinata dal Comune di Milano e sostenuta dalla Regione Lombardia, la IX edizione torna a parlare di innovazione digitale, inclusione sociale, educazione finanziaria, salute e mobilità sostenibile.
2022
La X edizione del FestivalFuturo, inaugurata il 18 novembre, coincide con l'ingresso di Altroconsumo nel metaverso e, quindi, con la scelta di una veste "phygital", tra il fisico e il digitale. L'evento di lancio si è svolto in contemporanea presso il MEET Digital Culture Center di Milano e live dal metaverso. Titolo dell'edizione 2022: "Abitare il domani. Che cosa chiameremo casa", che ha acceso i riflettori sui cambiamenti in atto nella nostra società a partire dallo spazio che accomuna tutti, ovvero la propria abitazione. Tra i temi trattati, la cittadinanza digitale, l'energia, la sostenibilità ambientale, il consumo consapevole. L'evento è stato patrocinato dalla Regione Lombardia e dal Comune di Milano. La "Casa di Altroconsumo" nel metaverso resterà aperta nei mesi a venire, arricchendosi di nuovi contenuti accessibili a tutti i visitatori.